# Elnaaz Norouzi

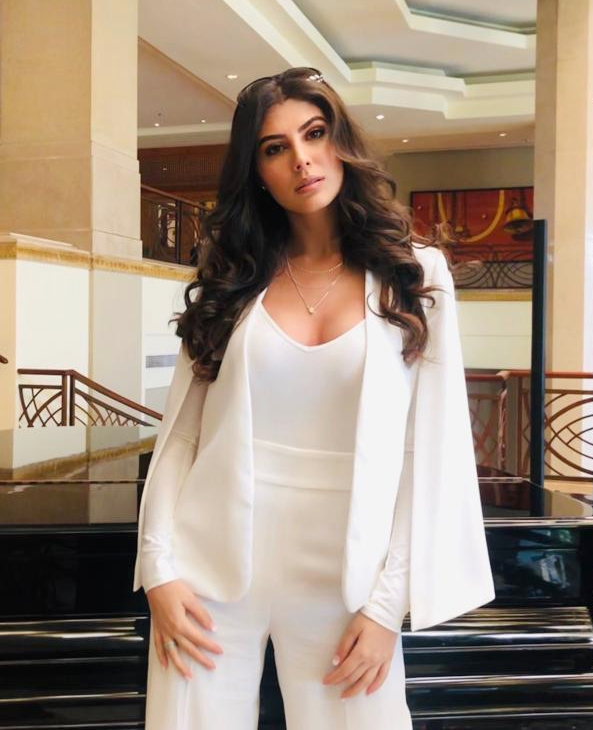
Elnaaz Norouzi, 2019

Elnaaz Norouzi (persisch الناز نوروزی; * 9. Juli 1992 in Teheran) ist ein iranisch-deutsches Model und Schauspielerin, die in der indischen Filmindustrie tätig ist. In Sacred Games, deutsch Der Pate von Bombay, der ersten indischen Eigenproduktion von Netflix, hat sie die Rolle der Zoya. Zusammen mit Guru Randhawa trat sie in seinem Musikvideo Made in India auf.

## Jugend
Elnaaz Norouzi wurde in Teheran geboren. Kurz nach ihrer Geburt zog ihre Familie nach Hannover. Norouzi hat die deutsche Staatsbürgerschaft. Sie begann als Model zu arbeiten, als sie vierzehn war. Sie ging zur Schule, während Fototermine am Wochenende für sie alltäglich wurden. Bis zu ihrem 19. Lebensjahr bereiste sie Asien und Europa. Nach ihrem Abitur, das sie an der hannoverschen Goetheschule ablegte, beschloss sie, nach Indien zu ziehen.

## Karriere
In Indien machte sie Werbung für Marken wie Thums Up, Titan Raga, Myntra, Canon, Samsung, Being Human, Fiama Di Wills, Le Coq Sportif und Dior. Sie debütierte in der pakistanischen und pandschabischen Filmindustrie mit den Filmen Maan Jao Naa und Khido Khundi und trat schließlich in der Netflix-Serie Sacred Games, auf Deutsch Der Pate von Bombay auf.

## Filmografie
| Jahr | Titel             | Rolle       | Anmerkungen                      |
| ---- | ----------------- | ----------- | -------------------------------- |
| 2018 | Maan Jao Naa      | Raania      | Pakistanischer Film (Urdu)       |
| 2018 | Khido Khundi      | Naaz Grewal | Pandschabischer Film             |
| 2021 | Hello Charlie     | Mona        | Hindi-Film                       |
| 2022 | Jug Jug Jeeyo     | junge Frau  | Auftritt im Lied „Duppata“       |
| 2022 | Rashtra Kavach Om | junge Frau  | Auftritt im Lied „Kala Sha Kala“ |
| 2023 | Kandahar          | Shina Asadi | USA                              |

## Fernsehauftritte
| Jahr | Titel       | Rolle             |
| ---- | ----------- | ----------------- |
| 2018 | Mazaaq Raat | sie selbst (Gast) |

### Web-Serien
| Jahr | Titel               | Rolle          | Plattform | Anmerkungen   |
| ---- | ------------------- | -------------- | --------- | ------------- |
| 2018 | Der Pate von Bombay | Zoya Mirza     | Netflix   | [ 21 ]        |
| 2019 | Abhay               | Natasha Hashmi | ZEE5      | [ 22 ] [ 23 ] |
| 2021 | Chutzpah            | Wild Butterfly | SonyLIV   | [ 24 ]        |

### Musikvideos
- Dillagi – Ranjit Bawa (2018)
- Made In India – Guru Randhawa (2018)
- Naagin Jaise Kamar Hila – Tony Kakkar (2019)